# Robert Pokora
Robert Pokora (ur. 5 listopada 1899 w Suchej, zm. 1981) – polski fotograf, z zawodu mistrz szewski.

## Życiorys
Był synem Jana Pokory i Franciszki z domu Żelaznej. Przez całe życie mieszkał i pracował we wsi Sucha położonej w Borach Tucholskich. Z wykształcenia i z zawodu był szewcem, osiągnął tytuł mistrza szewskiego.
Podczas I wojny światowej służył w Armii Cesarstwa Niemieckiego. To tam mógł po raz pierwszy zetknąć się z aparatem fotograficznym.
Walczył w II wojnie światowej  jako żołnierz Wojska Polskiego. Został pojmany jako jeniec i wysłany do obozu jenieckiego położonego na terenie III Rzeszy. Następnie odesłano go na przymusowe roboty rolne. Do Polski powrócił w czerwcu 1945 roku.
Oprócz fotografii, miał też wiele innych zainteresowań. Potrafił m.in. naprawiać zegarki i motocykle oraz wykonać meble na własny użytek.
Żonaty z Czesławą.

## Fotografie

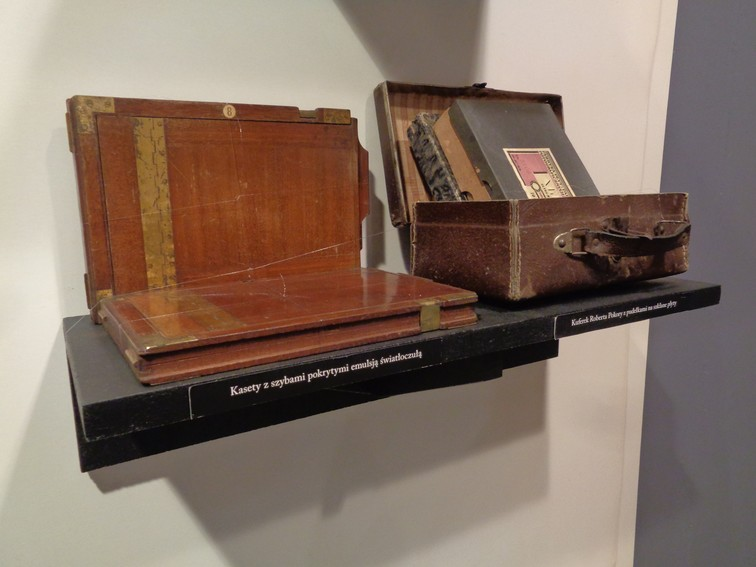
Kasety pokryte światłoczułą emulsją używane przez Roberta Pokorę, eksponat na wystawie czasowej w Muzeum Ziemi Kujawskiej i Dobrzyńskiej we Włocławku

Jego aktywność jako fotografa przypada przede wszystkim na okres między lata 
20. a lata 50. XX wieku. Określany jako fotograf chłopski. Dokumentował życie wsi borowiackich, przede wszystkim jego rodzinnej wsi Suchej, ale też sąsiednich wsi, m.in. Lubiewo, Nowy Jasiniec, Świekatowo i inne.
Bohaterami jego fotografii są przede wszystkim ludzie. Najczęściej wykonywał fotografie grupowe, rzadziej zdjęcia pojedynczych osób czy par. Za najciekawsze uchodzą zdjęcia niewielkich grup, które cechuje większy artyzm i oryginalność niż schematyczne zdjęcia grupowe. Poza portretem artystycznym, u Pokory zamawiano również fotografie do dokumentów.
Oprócz fotografii portretowej, dokumentował ważne wydarzenia z życia rodziny i społeczności. Są to zdjęcia z uroczystości rodzinnych (śluby, pogrzeby, przystąpienie do I Komunii Świętej, rzadziej rocznice ślubów i chrzciny); dorocznych świąt jak Boże Narodzenie i dożynki. Wykonywał zdjęcia podczas wizyt ważnych osób, np. wizytacji biskupa. Uwieczniał też prace licznie działających organizacji społecznych, działających na wsi szczególnie prężnie w okresie dwudziestolecia międzywojennego, np. towarzystw gimnastycznych i Polskiego Czerwona Krzyża. Wiele wydarzeń kulturalnych, które uwiecznił Pokora organizowały szkoły oraz lokalne kapłaństwo.
Pokora uwieczniał także codzienne życie wsi. Wykonywał zdjęcia chłopom podczas prac rolnych, głównie przy użyciu nowych maszyn (wsie borowiackie tego okresu były stosunkowo nowoczesne i zamożne), ale także tradycyjne żniwa i prace z użyciem dawnego sprzętu, jak np. hakowanie buraków. W jego dorobku znajdują się też portrety rzemieślników przy ich pracy, m.in. piekarzy, młynarzy, kominiarzy i szewców oraz osób, które dopiero przyuczały się do zawodu.
Fotograf potrafił samodzielnie dokonać retuszu własnych fotografii, np. poprawiać rysy twarzy, dorysować prześwietlone włosy czy płomienie świec na zdjęciach z I Komunii Świętej. Retuszu dokonywał na negatywach.
Ponieważ autor rzadko kiedy podpisywał swoje fotografie, większość osób i miejsc przez niego uwiecznionych pozostaje niezidentyfikowana.
Wykonywał zdjęcia składanym, wielkoformatowym aparatem marki Stegemann.
W Muzem Etnograficznym w Toruniu znajduje się 1255 szklanych negatywów jego fotografii, które zostały odnalezione przypadkiem w 1993 roku na strychu jego domu w Suchej. Posłużyły one za utworzenie wystawy pt. Fotografie od szewca. Roberta Pokory świat na szklanych negatywach, wystawianej w Muzeum Etnograficznym w Toruniu oraz czasowo w Muzeum Ziemi Kujawskiej i Dobrzyńskiej we Włocławku i w rodzinnej miejscowości autora Suchej. Podczas tej ostatniej mieszkańcy rozpoznali niektóre miejsca i osoby na zdjęciach.